# Lasioglossum murrayi
Lasioglossum murrayi är en biart som först beskrevs av Cockerell 1905.  Lasioglossum murrayi ingår i släktet smalbin, och familjen vägbin. Inga underarter finns listade i Catalogue of Life.

## Bildgalleri

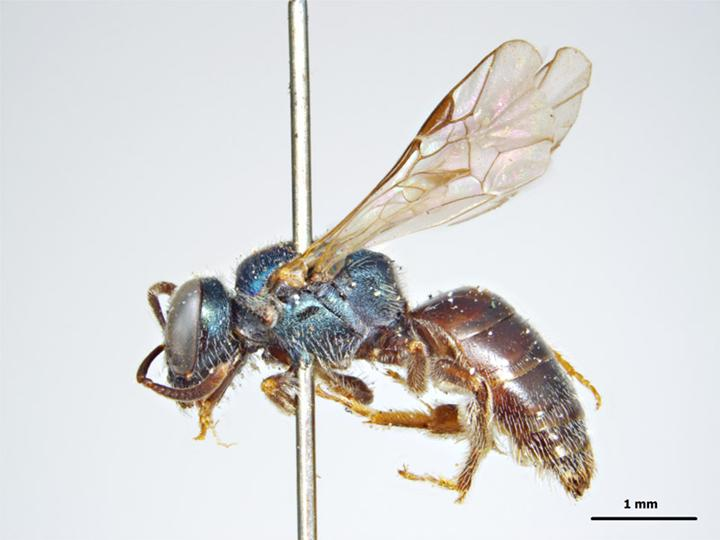
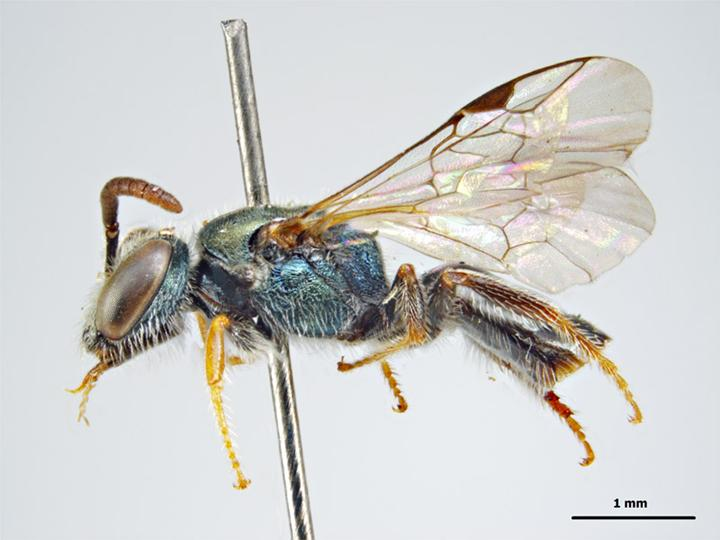